# Заривайко Прокіп Авдійович
Прокіп Авдійович Заривайко (нар. 1886 — 1964) — український радянський господарський діяч, директор Харківського паровозобудівного заводу, директор зінов'євського машинобудівного заводу «Червона зірка» та ряду інших підприємств УСРР. Кандидат у члени ЦК КП(б)У в листопаді 1927 — червні 1930 р. Член ЦК КП(б)У в червні 1930 — травні 1936 р. Член ВУЦВК.

## Біографія
Народився у робітничій родині. Робітник-ливарник.
Член РСДРП(б) з 1904 року. Активний учасник революційних подій 1905—1907 років.
З червня 1917 року — організатор більшовицького осередку на Харківському паровозобудівному заводі (ХПЗ), член бюро Петінського районного комітету РСДРП(б) міста Харкова. З серпня 1917 року — голова заводського комітету (завкому) Харківського паровозобудівного заводу, голова комісії із організації робітничого контролю на ХПЗ.
З квітня 1918 року — член бюро Харківського міського комітету РКП(б). Учасник Громадянської війни в Росії. У 1918 році був організатором і політичним комісаром 1-го пролетарського полку, в складі якого брав участь в обороні міста Царицина. З 1919 року — на партійній і господарській роботі.
У січні — жовтні 1920 року — голова Колегії (директор) заводоуправління Харківського паровозобудівного заводу.
До 1927 року — директор Єлизаветградського (Зінов'євського) машинобудівного заводу «Червона зірка».
З 1927 року — голова правління «Укртрестсільмашу» Вищої ради народного господарства (ВРНГ) УСРР; голова «Укрмето».
З 1930 року — член президії Вищої ради народного господарства Української СРР.
У середині 1930-х років — керуючий Південьмонтажбуду.
Потім — на пенсії.

## Нагороди
- орден Трудового Червоного Прапора (1927)